# ۱۱۹۴ (میلادی)

## رویدادها
- مارس: زمین‌لرزه نجف. در ربیع الاول ۵۹۰ لرزه‌ای که به گونه‌ای گسترده در عراق حس شد، در نجف آسیب‌هایی به بار آورد.
- ۱۰ مارس - سلطان طغرل سوم در نبرد با علاءالدین تکش در نزدیکی شهرری شکست خورده و کشته شد و بدین‌وسیله پادشاهی سلجوقیان همدان پایان یافت. در نتیجه آن قدرت از امپراتوری سلجوقی سلب شده و به خوارزمشاهیان رسید.[۱]
- بستر رود زرد در چین با تغییر مسیر بزرگی رو به رو شده و به مدت ۷۰۰ سال پس از این تاریخ، از مسیر شبکه رودخانه‌ای هوآی جریان پیدا کرد.[۲]